# Чайкин (хутор)
Чайкин — хутор в Отрадненском районе Краснодарского края России. Входит в состав Благодарненского сельского поселения.

## География
Населённый пункт расположен в северо-восточной части Отрадненского района, в 4 км к востоку от центра сельского поселения — села Благодарное и в 14 км к северо-востоку от районного центра — станицы Отрадная. 
Улицы
- ул. Дружбы,
- ул. Заречная,
- ул. Советская.

## Население
| 2002 | 2010 |
| ---- | ---- |
| 322  | ↘295 |